# Hamengkubuwono II
 (février 2020).
Si vous disposez d'ouvrages ou d'articles de référence ou si vous connaissez des sites web de qualité traitant du thème abordé ici, merci de compléter l'article en donnant les références utiles à sa vérifiabilité et en les liant à la section « Notes et références ».
Hamengkubuwono II (1750 - 1828) était le deuxième sultan de Yogyakarta. Il régna une première fois de 1792 à 1810, une deuxième fois de 1811 à 1812 et une troisième fois de 1826 à 1828 pendant la guerre de Java.